# Peștera Resava
Peștera Resava (în sârbă Ресавска пећина, cu alfabetul latin: Resavska pećina) sau Peștera Resavska este o peșteră lângă Jelovac,⁠(d) în estul Serbiei, la aproximativ 20 de kilometri de Despotovac⁠(d). Este unul dintre cele mai mari sisteme de peșteri din Serbia, cu coridoare de aproximativ 4,5 kilometri lungime.

## Geografie
Peștera este situată în regiunea superioară a râului Resava. Se estimează că peștera ar avea o vechime de peste 80 de milioane de ani, în timp ce cele mai vechi speleoteme datează de acum 45 de milioane de ani. Dintr-un total de opt, patru săli sunt amplasate pe două nivele fiecare, iar speleotemele sunt colorate în roșu, galben și alb. Altitudinea la intrarea în peșteră este de 485 de metri, iar cel mai jos punct din interior este la 405 metri.
Peștera a fost formată de râul scufundat în substratul de calcar. Formațiunile rupestre se găsesc chiar la intrare. Acestea se formează prin dizolvarea carbonatului de calciu. Culoarea depinde de mineralul prin care curge apa: roșu din oxidul de fier, alb din calciul cristalizat și galben din urmele de lut. Simbolul peșterii este o stalagmită masivă, de 20 m înălțime și 12 m lățime. După descoperirea sa, a fost numită Statuia mamei cu un copil. Peștera este compusă din 8 săli.

## Faună sălbatică
În 2020, prin explorarea sa, care a început la mijlocul anilor 1990, s-a descoperit că peștera mare și unele peșteri înconjurătoare mai mici din valea Resava găzduiesc 28 de specii de lilieci. Cercetătorii de la Facultatea de Biologie a Universității din Belgrad au calculat că și cei mai mici lilieci pot mânca până la 3.000 de țânțari într-o noapte, ceea ce poate explica lipsa aparentă de țânțari din valea Resava și de pe versanții muntelui Beljanica⁠(d).

## Istorie
Peștera Resava a fost descoperită accidental de ciobani din zonă în anul 1962. După ce a fost explorată timp de 10 ani, peștera a fost deschisă oficial pentru vizitatori la 22 aprilie 1972. La 1 mai 2017, în peșteră a fost deschis Parcul Adrenalina, o nouă atracție. Se compune din 15 obstacole (poduri suspendate, cabluri suspendate, tiroliană, grinzi etc.). A avut 56.500 de vizitatori în 2017.

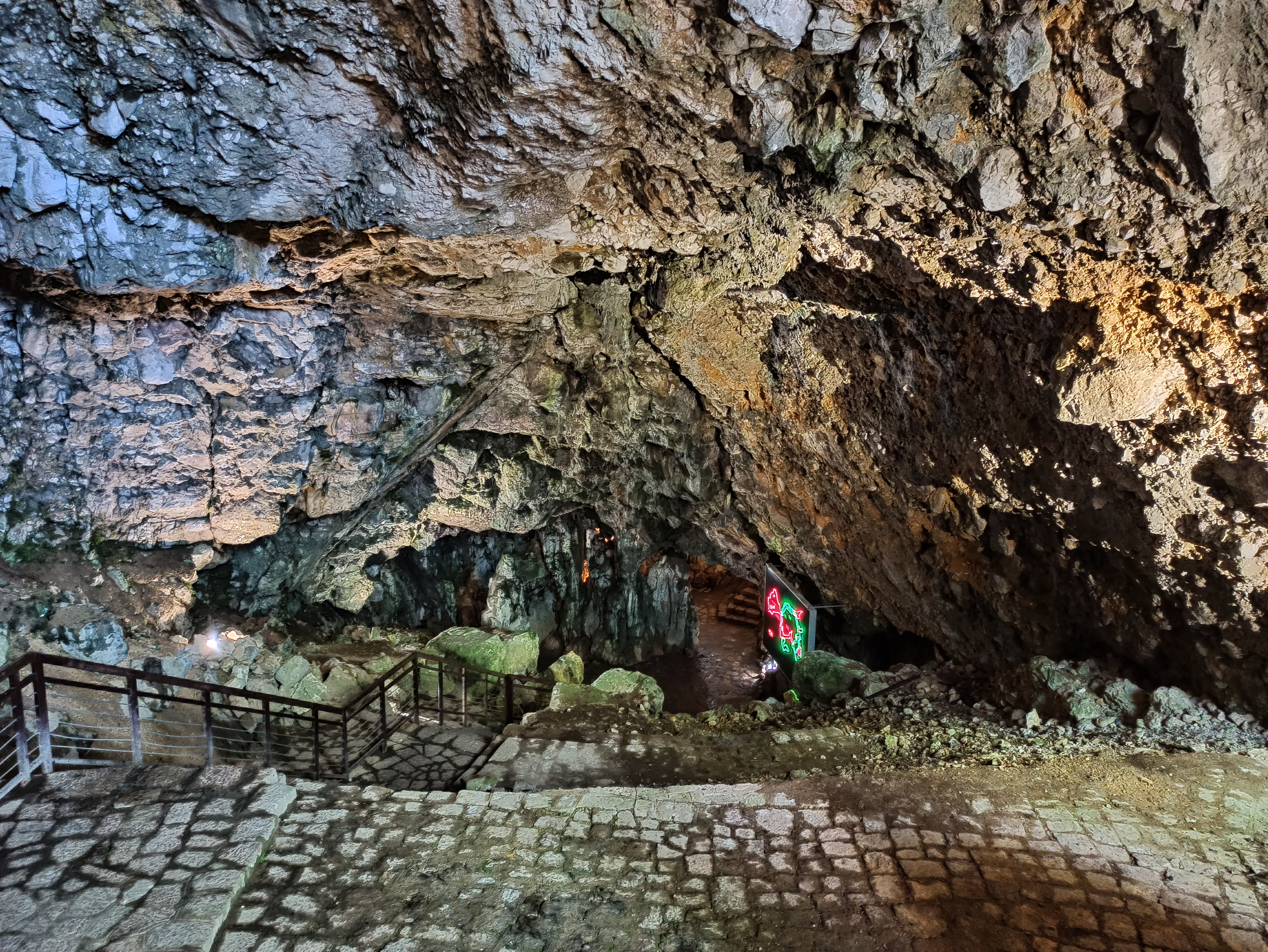
Peștera Resava

Din cei 4,5 kilometri, 2,83 kilometri au fost explorați în detaliu, în timp ce doar 0,8 kilometri sunt adaptați pentru vizitatori. O poveste turistică populară a apărut în jurul unei stalactite și a unei stalagmite, "dorul dragostei și un sărut". Acestea sunt la doar câțiva milimetri distanță, dar va dura 1.000 de ani înainte de a ajunge una la cealaltă.
Din 2010, Peștera Resava este membră ISCA⁠(d) (International Show Caves Association, Asociația Internațională a Peșterilor Turistice). În 2017 a devenit primul monument hidrologic cu lumini decorative din Serbia. Se folosesc LED-uri, lumini reci, astfel încât să nu afecteze microclimatul. Au fost montate și panouri informative strălucitoare în fiecare dintre săli și balustrade noi.
La nord de Peștera Resava se află monumentul cultural Lisine, în care se află două cascade, Veliko Vrelo și Veliki Buk. Hidrocomplexul Lisine și Peștera Resava au o singură administrație, acoperind o suprafață de 11 hectare (27 acri).
În 2017, Guvernul Serbiei și Institutul pentru Protecția Naturii au început acțiunile preliminare pentru crearea unui nou parc național, care să acopere regiunea muntoasă Kučaj⁠(d)-Beljanica⁠(d). Se presupune că va deveni cel mai mare parc național din Serbia, care ar cuprinde, printre altele, Peștera Resava, complexul Lisine și unele dintre cele mai vechi păduri intacte din țară, cum ar fi pădurea Vinatovača, care a rămas intactă de la mijlocul secolului al XVII-lea.